# Steven G. Krantz
Steven George Krantz (* 3. Februar 1951 in  San Francisco) ist ein US-amerikanischer Mathematiker, der sich mit Analysis beschäftigt.

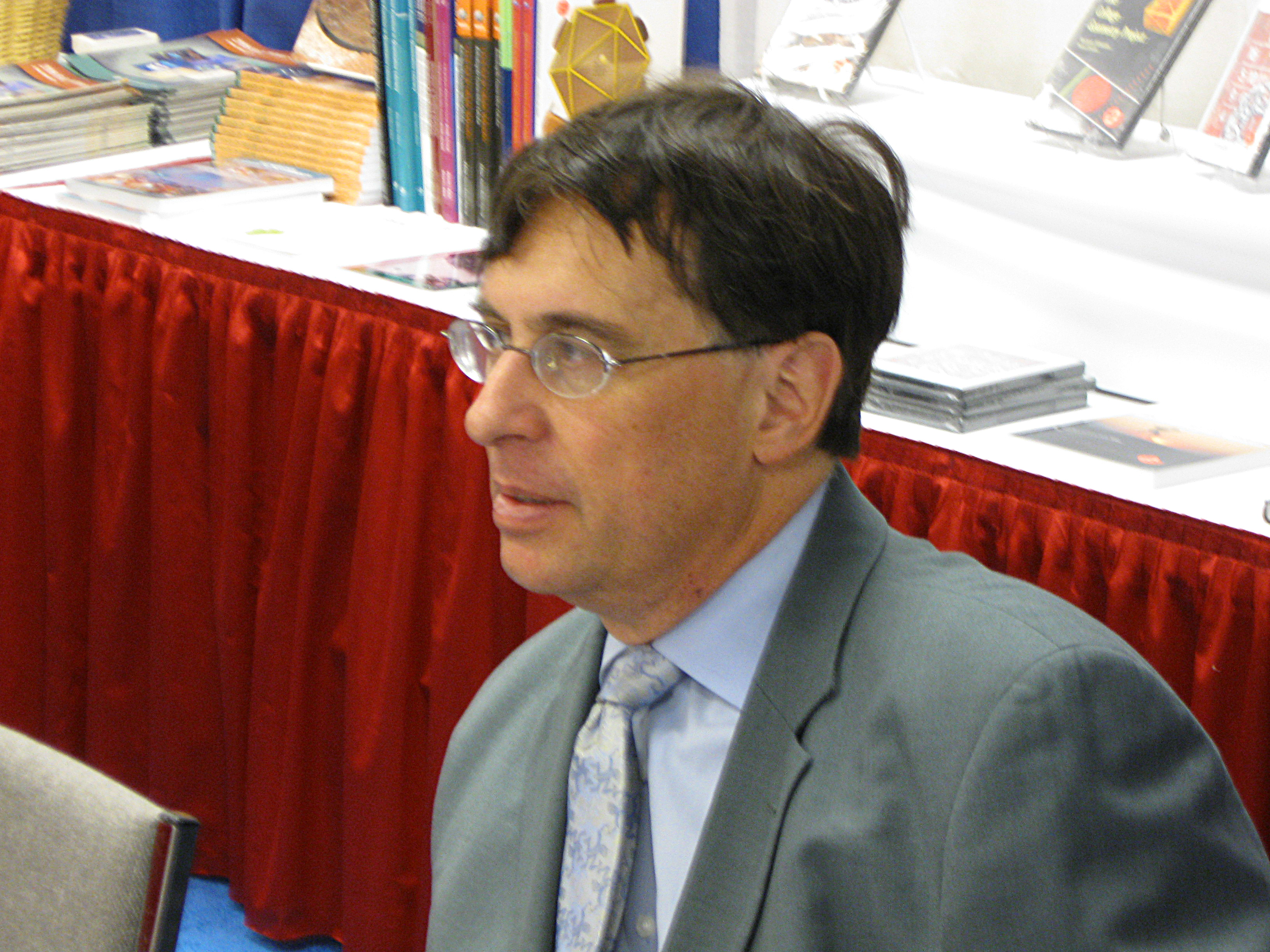
Steven Krantz 2009

Krantz studierte an der University of California, Santa Cruz, mit einem Bachelorabschluss 1971 und wurde 1974 bei Elias M. Stein an der Princeton University promoviert (Optimal Lipschitz and {\displaystyle L_{p}} Estimates for the Equation {\displaystyle {\overline {\partial }}{u}=f} on strongly pseudoconvex domains). Er lehrte an der University of California, Los Angeles (als Assistant Professor), in Princeton (Gastprofessur 1980), an der Pennsylvania State University (1981  bis 1987) und ist Professor an der Washington University in St. Louis, wo er auch Vorstand der Mathematikfakultät war. Er war unter anderem Gastwissenschaftler am Institute for Advanced Study, dem MSRI, in Peking, Oslo, Paris, der Autonomen Universität Madrid, in Uppsala, dem Mittag-Leffler-Institut, Oslo, Turin, Seoul und der Australian National University. Er ist Fellow der American Mathematical Society.
Krantz befasst sich mit reeller und komplexer Analysis, partiellen Differentialgleichungen, harmonischer Analysis und Lie-Theorie. Er entwickelte Software für die pharmazeutische Industrie und Wavelet-Modellierungsverfahren für die plastische Chirurgie.
1989 kritisierte er Benoît Mandelbrot in einer Buchbesprechung im Mathematical Intelligencer, wo er unter anderem ausführte, dass außer Mandelbrot selbst schon zuvor eine Reihe anderer Mathematiker (wie John Hubbard) sich mit fraktalen Bildern und der Mandelbrotmenge beschäftigt hatten.
Bekannt ist Krantz vor allem als Autor von über 30 Büchern, neben Lehrbüchern auch Karriereführer für angehende Mathematiker und Sammlungen von Anekdoten über Mathematiker. 1992 wurde er mit dem Chauvenet-Preis ausgezeichnet, 1994 erhielt er den Beckenbach-Preis der Mathematical Association of America (MAA). Von 2010 bis 2012 war er Herausgeber der Notices of the American Mathematical Society. Er ist Gründer und Herausgeber des Journal of Geometric Analysis.

## Schriften
- Function Theory of Several Complex Variables, 1992, 2. Auflage 2001, American Mathematical Society, ISBN 0821827243
- Complex Analysis:  The Geometric Viewpoint, 2. Auflage, Mathematical Association of America, Carus Mathematical Monographs, 1990, 2004, ISBN 0883850354
- mit Harold R. Parks: A Primer of Real Analytic Functions, 2. Auflage, Birkhäuser, 2002, ISBN 0817642641
- mit Parks: Geometry of domains in space,  Birkhäuser 1999
- mit Parks: Geometric Integration Theory, Springer 2008
- mit Parks: The implicit function theorem, Birkhäuser 2002
- Real Analysis and Foundations, Chapman and Hall, 2. Auflage, 2005
- Geometric analysis and function spaces, American Mathematical Society 1993
- Cornerstones of Geometric Function Theory – explorations in complex analysis, Birkhäuser 2006
- The Elements of Advanced Mathematics, Chapman and Hall
- Partial Differential equations and complex analysis, CRC Press 1992
- A Panorama of Harmonic Analysis, Mathematical Association of America, Carus Mathematical Monographs, 1999, ISBN 0883850311
- Explorations in harmonic analysis – with applications to complex function theory and the Heisenberg group, Birkhäuser 2009 (mit Lina Lee)
- mit Robert E. Greene: Function theory of one complex variable, Wiley 1997
- Calculus demystified, McGraw Hill 2003
- Differential Equations demystified, McGraw Hill 2005
- Discrete Mathematics demystified, McGraw Hill 2009
- A Handbook of real variables, with applications to differential equations and Fourier analysis, Birkhäuser 2003
- A handbook of complex variables, Birkhäuser 1999
- Handbook of logic and proof techniques for computer science, Birkhäuser 2002
- Essentials of Topology with applications, CRC Press 2010
- A guide to topology, MAA 2009
- Elements of topology - theory and practice, Taylor and Francis, Boca Raton 2009
- A guide to real variables, MAA 2009
- A guide to complex variables, MAA 2008
- A Mathematician's Survival Guide, American Mathematical Society, 2004, ISBN 082183455X
- Survival of a Mathematician -  from Tenure to Emeritus, American Mathematical Society 2009
- An Episodic History of Mathematics:  Mathematical Culture through Problem Solving, Mathematical Association of America, 2010, ISBN 0883857669
- How to Teach Mathematics – a personal perspective, 2. Auflage, American Mathematical Society, 1999, ISBN 0821813986
- Mathematical Apocrypha, Mathematical Association of America 2002
- Mathematical Apocrypha Redux, Mathematical Association of America 2005
- The proof is in the pudding - the changing nature of mathematical proof, 2011, ISBN 978-0-387-48744-1
- Techniques of Problem solving, American Mathematical Society 1997
- Handbook of Typography for the mathematical Scientist, CRC Press 2001
- mit Stanley Sawyer: A Tex Primer for Scientists, CRC Press 1995
- Mathematical Publishing -  a guidebook, American Mathematical Society 2005
- How to write your first paper, Notices AMS, Dezember 2007